# Ivica Kralj
Pour les articles homonymes, voir Kralj.
Ivica Kralj (en serbe en écriture cyrillique : Ивица Краљ), est un footballeur monténégrin, international yougoslave, né le 26 mars 1973 à Tivat en Yougoslavie (aujourd'hui au Monténégro). Très grand, il mesure 1,97 m. Il évoluait en tant que gardien de but.
Il a notamment joué au PSV Eindhoven (Pays-Bas) et au Partizan Belgrade (Serbie).  
Il était aussi le gardien titulaire de l'équipe de Yougoslavie lors de la coupe du monde 1998 et de l'Euro 2000. Il totalise 41 sélections entre 1996 et 2001 avec la Yougoslavie.

## Carrière
- 1989-1992 : FK Arsenal Tivat
- 1992-1993 : Partizan Belgrade
- 1993-1994 : Jastrebac Niš
- 1994-1998 : Partizan Belgrade
- 1998-1999 : FC Porto
- 1999-2002 : PSV Eindhoven
- 2002-2007 : Partizan Belgrade
- depuis 2007 : FK Rostov